# Wągniki (Korsze)
Wągniki (deutsch Wangnick) ist ein kleiner Ort in der polnischen Woiwodschaft Ermland-Masuren und gehört zur Gmina Korsze (Stadt- und Landgemeinde Korschen) im Powiat Kętrzyński (Kreis Rastenburg).

## Geographische Lage
Wągniki liegt in der nördlichen Mitte der Woiwodschaft Ermland-Masuren, 22 Kilometer nordwestlich der Kreisstadt Kętrzyn (deutsch Rastenburg).

## Geschichte
Der nach 1790 Wangenicken und um 1820 Wangnicken genannte heutige Weiler (polnisch Przysiółek) Wangnick war bis 1928 ein Vorwerk im Gutsbezirk Prassen (polnisch Prosna). Der Gutsbezirk gehörte zum Kreis Rastenburg im Regierungsbezirk Königsberg in der preußischen Provinz Ostpreußen. Am 30. September 1928 wurden die Vorwerke Marlutten (polnisch Marłuty), Mockelheim (nicht mehr existent) und Wangnick aus dem Gutsbezirk Prassen ausgegliedert und in die neue Landgemeinde Wangnick umgewandelt. Zehn Jahre später – am 1. April 1938 – verlor sie ihre Eigenständigkeit wieder und wurde in die Nachbargemeinde Prassen eingegliedert.
Im Jahre 1945 wurde in Kriegsfolge das gesamte südliche Ostpreußen und mit Wangnick nach Polen überstellt. Wangnick erhielt die polnische Namensform „Wągniki“ und ist heute eine Ortschaft im Verbund der Stadt- und Landgemeinde Korsze (Korschen) im Powiat Kętrzyński (Kreis Rastenburg), bis 1998 der Woiwodschaft Olsztyn, seither der Woiwodschaft Ermland-Masuren zugehörig.

## Kirche
Bis 1945 war Wangnick in die evangelische Kirche Leunenburg (polnisch Sątoczno) in der Kirchenprovinz Ostpreußen der Kirche der Altpreußischen Union sowie in die katholische Kirche in Sturmhübel (polnisch Grzęda) im Bistum Ermland eingepfarrt. Heute gehört Wągniki katholischerseits zur Pfarrei Sątoczno im jetzigen Erzbistum Ermland, evangelischerseits zur Pfarrei Kętrzyn (Rastenburg) mit den Filialkirchen in Barciany (Barten) und Bartoszyce (Bartenstein) in der Diözese Masuren der Evangelisch-Augsburgischen Kirche in Polen.

## Verkehr
Wągniki liegt am Endpunkt einer Nebenstraße, die von Lwowiec im Powiat Bartoszycki (Kreis Bartenstein) über Marłuty (Marlutten) nach hier führt und kurz vor dem Ort die Straße von Sątoczno (Leunenburg) nach Skandawa (Skandau) quert. Eine Anbindung an den Bahnverkehr gibt es nicht.